# Homa
Homa (v jazyce Luo: Got Uma, v překladu přibližně známá hora) je název velkého karbonatitového vulkanického komplexu, nacházejícího se na poloostrově na východním břehu Viktoriina jezera v Keni ve Velké příkopové propadlině. Sopka se nachází asi 20 km severně od města Homa Bay a její vrchol se nachází asi 600 m nad hladinou jezera. Společně se sopkou Ol Doinyo Lengai, která je i v současnosti aktivní, je Homa jednou z mála karbonatitových sopek na světě.

## Sopečná aktivita
Převážná část sopečné aktivity se odehrála v miocénu až pleistocénu a dala vzniknout komplexu karbonatitických a ultramafických hornin maaru Lake Simbi. Mladší stádium vulkanického vývoje představují menší kužely na západní straně sopky (Chiewo, Got Ojawa, Got Oloo…).